# Huxley (släkt)
Familjen Huxley är en brittisk familj med flera medlemmar har utmärkt sig i vetenskapliga, medicinska, konstnärliga och litterära fält.
- Aldous Huxley
- Andrew Fielding Huxley
- Julian Huxley
- Thomas Henry Huxley